# Cerdistus lativentris
Cerdistus lativentris är en tvåvingeart som först beskrevs av Pandelle 1905.  Cerdistus lativentris ingår i släktet Cerdistus och familjen rovflugor.
Artens utbredningsområde är Spanien. Inga underarter finns listade i Catalogue of Life.